# Ľubomír Moravčík
Ľubomír Moravčík (sinh ngày 22 tháng 6 năm 1965) là một cầu thủ bóng đá người Slovakia.

## Đội tuyển bóng đá quốc gia Tiệp Khắc
Ľubomír Moravčík thi đấu cho đội tuyển bóng đá quốc gia Tiệp Khắc từ năm 1987 đến 1993.

## Đội tuyển bóng đá quốc gia Slovakia
Ľubomír Moravčík thi đấu cho đội tuyển bóng đá quốc gia Slovakia từ năm 1994 đến 2000.

## Thống kê sự nghiệp
| Đội tuyển bóng đá Tiệp Khắc | Đội tuyển bóng đá Tiệp Khắc | Đội tuyển bóng đá Tiệp Khắc |
| Năm                         | Trận                        | Bàn                         |
| --------------------------- | --------------------------- | --------------------------- |
| 1987                        | 1                           | 0                           |
| 1988                        | 3                           | 0                           |
| 1989                        | 8                           | 1                           |
| 1990                        | 12                          | 1                           |
| 1991                        | 6                           | 2                           |
| 1992                        | 6                           | 1                           |
| 1993                        | 6                           | 1                           |
| Tổng cộng                   | 42                          | 6                           |

| Đội tuyển bóng đá Slovakia | Đội tuyển bóng đá Slovakia | Đội tuyển bóng đá Slovakia |
| Năm                        | Trận                       | Bàn                        |
| -------------------------- | -------------------------- | -------------------------- |
| 1994                       | 6                          | 2                          |
| 1995                       | 8                          | 0                          |
| 1996                       | 5                          | 1                          |
| 1997                       | 3                          | 0                          |
| 1998                       | 10                         | 3                          |
| 1999                       | 0                          | 0                          |
| 2000                       | 6                          | 0                          |
| Tổng cộng                  | 38                         | 6                          |